# محمد براجع
محمد براجع المزداد (29 يونيو 1971 بمدينة وجدة) المغرب لاعب دولي سابق في كرة اليد.

## مسيرته
ويشغل في الوقت الراهن مهمة تدريب فريق الجيش القطري لكرة اليد.
لعب رفقة المنتخب الوطني المغربي لكرة اليد طيلة 20 سنة 274 مباراة دولية، وشارك 9 مرات في بطولة إفريقيا و6 مرات في بطولة العالم.
لعب لعدد من الفرق بداية بفريق مولودية وجدة 1989-1990 قبل ان ينتقل إلى صفوف فريق الكوكب المراكشي 1991-1996 الذي فاز معه بلقب كأس إفريقيا للاندية الفائزة بالكأس سنة 1996 واختير فيها كأحسن هداف وفاز معه أيضا بست بطولات للمغرب واربع كؤوس العرش، لينتقل بعد ذلك للعب كمحترف بصفوف فريق النادي الإفريقي الذي فاز معه بثلاث بطولات محلية والتتويج بلقب البطولة العربية للأندية البطلة بتونس سنة 1999 التي اختير فيها كأفضل لاعب في البطولة ليعرج بعد ذلك إلى الدوري القطري وتحديدا فريق السد القطري 2001-2007 وبلغ معه العالمية بعد التتويج بلقب بطولة العالم للأندية سنة 2003 نهيك عن الفوز خمس مرات بلقب كأس أسيا وعدة ألقاب محلية وخلال هذه الفترة لعب لموسم واحد رفقة فريق الاهلي القطري التي لم تخلُ هي الأخرى من بلوغه القمة بفوزه بكأس أمير قطر.

## المسار الرياضي
- 20 سنة لاعب في صفوف المنتخب الوطني المغربي، وعميد المنتخب لعدة سنوات.
- 13 سنة لاعب محترف بعدة أندية في كرة اليد.
- المشاركة 6 مرات في بطولة العالم مع المنتخب الوطني المغربي.
- المشاركة 9 مرات في بطولة إفريقيا.
- المشاركة في 274 مباراة دولية.
- المركز الثاني ضمن قائمة الهدافين في الدور الأول 41 هدف في بطولة العالم بفرنسا سنة 2001.
- المركز الثالث ضمن قائمة الهدافين في الدور الأول في بطولة العالم باليابان 1997.
- المركز الثامن ضمن قائمة الهدافين في الدور الأول (مباراة ناقصة) في بطولة العالم بمصر سنة 1999.
- المركز السابع ضمن قائمة الهدافين في الدور الأول في بطولة العالم بأيسلندا سنة 1995.
- المركز الخامس كأحسن هداف في كأس العالم للأندية الفائزة بالكأس بالنمسا سنة 1995 مع نادي الكوكب المراكشي.
- الفوز ببطولة العالم للأندية سنة 2003 مع نادي السد القطري.
- الفوز خمس مرات بكأس أسيا للأندية البطلة مع نادي السد القطري.
- الفوز مع المنتخب الوطني المغربي بالميدالية الفضية في الألعاب العربية بالأردن سنة 1999.
- الفوز مع المنتخب الوطني المغربي بالميدالية النحاسية في بطولة إفريقيا بتونس سنة 2006.
- الفوز بالبطولة العربية للأندية البطلة سنة 1999 مع الإفريقي التونسي (لقب أحسن لاعب).
- التتويج مرتين كأحسن لاعب في بطولة أسيا للأندية البطلة.
- لقب احسن لاعب محترف في البطولة والكأس بالدوري القطري لسنتي 2001 و2004.
- لقب أحسن لاعب بالدوري التونسي لسنة 1999.
- الاختيار كأحسن لاعب عدة مرات في بطولة إفريقيا وفي الدوري المغربي.
- من بين أحسن رياضيي سنة 1994 بالمغرب.

## دبلومات وشواهد
- 2012 دبلوم جامعي للتدريب الرياضي تحت عنوان«تقييم الأداء الرياضي والإعداد البدني» من جامعة / Besançon بفرنسا، والمعهد الملكي لتكوين اطر الشباب والرياضة مولاي رشيد المغرب.
- 2011 دبلوم "Top Coaches-Level A"  من طرف الاتحاد الدولي لكرة اليد.
- 2011 دورة تدريبية للمدربين تحت اشراف الاتحاد الفرنسي لكرة اليد بعنوان "مدربي المدرسة الفرنسية Gentilly / Paris فرنسا.
- 2010 دورة تدريبية للمدربين تحت اشراف الاتحاد الفرنسي لكرة اليد بعنوان "الاعداد البدني في كرة اليد "Dijon" فرنسا.
- 2008 دبلوم مدرب من وزارة الشباب والرياضة والاتحاد التونسي لكرة اليد/ تونس.
- 1991 نيل دبلوم البكالوريا / وجدة / المغرب.

## التكوين المستمر
- أكتوبر 2009 تكوين في اطار الدراسات الدولية للمدربين تحت عنوان «الهجوم في كرة اليد» للمؤطر Branialav Pokrajak الدوحة / قطر.
- يونيو 2009 تكوين في اطار الدراسات الدولية للمدربين تحت عنوان «الدفاع في كرة اليد»، للمؤطر Abas Arslanagic الدوحة / قطر.
- دجنبر 2008 تكوين في اطار الدراسات الدولية للمدربين تحت عنوان «تدريب حراس المرمى» للمؤطر Abas Arslanagic الدوحة / قطر.
- أكتوبر 2008 تكوين في اطار الدراسات الدولية للمدربين تحت عنوان «تدريب الفئات الكبرى» للمؤطر Dominique Verdan الدوحة / قطر.
- مايو 2008 تكوين في اطار الدراسات الدولية للمدربين تحت عنوان «الإعداد والتقييم البدني فيكرة اليد» للمؤطر Martin Buchhiet الدوحة / قطر.

## التجربة المهنية كلاعب دولي

### مع الفريق الوطني المغربي

#### بطولة العالم
- 2007 المشاركة في البطولة العالمية بألمانيا
- 2003 المشاركة في البطولة العالمية بالبرتغال
- 2001 المشاركة في بطولة العالم بفرنسا ثاني هداف في الدور الأول41 هدف
- 1999 المشاركة في بطولة العالم بمصر (المركز الثامن ضمن قائمة الهدافين مع مباراة ناقصة)
- 1997 المشاركة في بطولة العالم باليابان (المركز الثالث ضمن قائمة الهدافين ب38 هدف)
- 1995 المشاركة في بطولة العالم بأيسلندا (المركز الثامن ضمن قائمة الهدافين ب37 هدف)

#### بطولة إفريقيا
- 2006 المشاركة في البطولة الإفريقية بتونس حيث أحرز المغرب على المركز الثالث (التأهيل لبطولة العالم)
- 2005 المشاركة في الألعاب العربية بالمملكة العربية السعودية
- 2004 المشاركة في البطولة الإفريقية بمصر
- 2002 المشاركة في البطولة الإفريقية بالمغرب حيث أحرز المغرب على المركز الرابع (التأهيل لبطولة العالم)
- 2000 المشاركة في البطولة الإفريقية بالجزائر حيث أحرز المغرب على المركز الرابع (التأهيل لبطولة العالم)
- 1998 المشاركة في البطولة الإفريقية بجنوب أفريقيا 'المركز الرابع (التأهيل لبطولة العالم)
- 1996 المشاركة في بطولة إفريقيا بالبنين المركز الرابع (التأهيل لبطولة العالم)
- 1994 المشاركة في البطولة الإفريقية بتونس (التأهيل لبطولة العالم) من بين أفضل رياضيي السنة بالمغرب
- 1992 المشاركة في البطولة الإفريقية بالكوت ديفوار
- 1991 المشاركة في البطولة الإفريقية بمصر
- 1990 المشاركة في البطولة الأفريقية لفئة الشبان بمصر

#### ألعاب البحر الأبيض المتوسط
- 2001 المشاركة في ألعاب البحر الأبيض المتوسط بتونس
- 1997 المشاركة في ألعاب البحر الأبيض المتوسط في باري، إيطاليا

#### الألعاب الفرانكفونية
- 1994 المشاركة في الألعاب الفرانكفونية بباريس فرنسا 1993 المشاركة في بطولة جامعات المغرب العربي بالرباط المغرب

#### بطولة العالم للأندية الفائزة بالكأس
- 1996 المشاركة في بطولة العالم للأندية الفائزة بالكأس مع فريق الكوكب المراكشي بالنمسا(المركز الخامس ضمن قائمة الهدافين)

#### بطولة جامعات المغرب العربي
- 1993 المشاركة في بطولة جامعات المغرب العربي بالرباط المغرب

#### ألعاب الصداقة والسلام
- 1989 المشاركة في العاب الصداقة والسلام بالكويت

#### الألعاب العربية
- 1999 المشاركة في الألعاب العربية بالأردن (الميدالية الفضية للمغرب)

## التجربة المهنية على صعيد الاندية كلاعب محترف

### معنادي السد القطري
* خمس مرات بطل كأس آسيا

* الفوز ببطولة العالم للأندية سنة 2003
- 2007

1. الفوز بكأس أمير قطر
2. المشاركة في كأس آسيا للأندية البطلة بعمان

- 2006

1. الفوز بكأس آسيا بالأردن
2. الفوز بكأس أمير قطر
3. الفوز بكأس ولي عهد قطر

- 2005

1. الفوز بكأس ولي عهد قطر
2. الفوز بكأس أمير قطر
3. الفوز بكأس آسيا بلبنان (أحسن لاعب في البطولة)

- 2004

1. المشاركة في كأس آسيا بإيران
2. الفوز ببطولة قطر
3. الفوز بكأس ولي عهد قطر
4. الفوز بكأس أمير قطر
5. أفضل لاعب محترف في السنة

- 2002

1. الفوز ببطولة قطر
2. الفوز بكأس أمير قطر
3. الفوز بكأس آسيا بإيران (أحسن لاعب في البطولة)

- 2001

1. الفوز ببطولة قطر
2. الفوز بكأس ولي عهد قطر
3. الفوز بكأس أمير قطر
4. الفوز بكأس آسيا في الكويت

### معنادي الأهلي القطري
- 2003
- الفوز بكأس أمير قطر
- المشاركة في كأس آسيا للأندية البطلة بالإمارات العربية المتحدة

### معالنادي الإفريقي التونسي
- 2000

1. الفوز بدوري البطولة التونسية

- 1999

1. الفوز بدوري البطولة التونسية
2. الفوز بالبطولة العربية للأندية البطلة بتونس (لقب أفضل لاعب في البطولة)

- 1998

1. نصف النهائي كأس تونس
2. المركز الثاني في بطولة تونس

- 1997

1. الفوز بالبطولة التونسية

### مع نادي الكوكب المراكشي المغربي
- 1996

1. الفوز بكأس أفريقيا للأندية الفائزة بالكأس مع نادي الكوكب المراكشي. (لقب أحسن هداف)
2. الفوز ببطولة المغرب

- 1995

1. الفوز ببطولة المغرب

- 1994

1. الفائز بكأس العرش
2. الفوز ببطولة المغرب

- 1993

1. الفوز بكأس العرش
2. الفوز ببطولة المغرب
3. المشاركة في بطولة أفريقيا للأندية البطلة بالرباط المغرب (لقب أحسن لاعب في البطولة)
4. المركز الثالث في الدوري العربي للأندية البطلة بمراكش المغرب

- 1992

1. الفوز بكأس العرش
2. الفوز ببطولة المغرب

- 1991

1. الفوز بكأس العرش
2. الفوز ببطولة المغرب

### مع نادي مولودية وجدة المغربي
- 1990

1. ربع نهائي كأس العرش

- 1989

1. نهائي كأس العرش

1. ↑  "لاعب كرة اليد". forum.kooora.com. اطلع عليه بتاريخ 2024-05-24.
2. ↑  "النادي - النادي : محمد براجع". www.as-far.ma. اطلع عليه بتاريخ 2024-05-24.
3. ↑  "كأس إفريقيا للأمم في كرة اليد للشبان "المغرب " 2021″.. تربص إعدادي للمنتخب المغربي بمدينة أكادير". Cawalisse | كواليس اليوم. 14 يناير 2021. اطلع عليه بتاريخ 2024-05-24.